# Boalsburg
Boalsburg és una concentració de població designada pel cens dels Estats Units a l'estat de Pennsilvània. Segons el cens del 2000 tenia 3.578 habitants.

## Demografia
Segons el cens del 2000, Boalsburg tenia 3.578 habitants, 1.344 habitatges, i 1.029 famílies. La densitat de població era de 223,9 habitants per quilòmetre quadrat.
Dels 1.344 habitatges en un 39,2% hi vivien nens de menys de 18 anys, en un 65,9% hi vivien parelles casades, en un 8,2% dones solteres, i en un 23,4% no eren unitats familiars. En el 18,7% dels habitatges hi vivien persones soles el 5,9% de les quals corresponia a persones de 65 anys o més que vivien soles. El nombre mitjà de persones vivint en cada habitatge era de 2,66 i el nombre mitjà de persones que vivien en cada família era de 3,07.
Per edats la població es repartia de la següent manera: un 29,8% tenia menys de 18 anys, un 4,8% entre 18 i 24, un 29% entre 25 i 44, un 25,5% de 45 a 60 i un 10,9% 65 anys o més.
L'edat mediana era de 38 anys. Per cada 100 dones de 18 o més anys hi havia 92,5 homes.
La renda mediana per habitatge era de 55.273 $ i la renda mediana per família de 60.000 $. Els homes tenien una renda mediana de 46.202 $ mentre que les dones 25.363 $. La renda per capita de la població era de 29.209 $. Entorn del 6,4% de les famílies i el 7,6% de la població estaven per davall del llindar de pobresa.

## Poblacions més properes
El següent diagrama mostra les poblacions més properes.